# جکی مورلند
جکی مورلند (انگلیسی: Jackie Moreland؛ ۱۱ مارس ۱۹۳۸ – ۱۹ دسامبر ۱۹۷۱) یک بازیکن بسکتبال اهل ایالات متحده آمریکا بود.